# Despertar nacional letó
El Despertar nacional letó (en letó: latviešu [o latvju] tautas atmoda) es refereix a tres moviments nacionals diferents, però ideològicament relacionats:
- el «primer despertar» es refereix al renaixement nacional liderat pels nous letons a partir dels anys 1850 al 1880,
- el «segon despertar», al moviment que va conduir a la proclamació de la independència de Letònia el 1918,[2]
- el «tercer despertar», al moviment que va portar a la restauració de la independència de Letònia en la Revolució Cantada de 1987-1991.[3]

## Aplicació del terme
Encara que el terme «despertar» va ser introduït pels mateixos nous letons, la seva aplicació va ser influïda per l'ideòleg nacionalista Ernests Blanks i més tard per l'acadèmic Jānis Stradiņš. Stradiņš va ser la primera persona a utilitzar el terme «tercer despertar» —durant l'assemblea plenària de la Unió d'Escriptors de la República Socialista Soviètica de Letònia al juny de 1988—, oposant-se als que havien començat a nomenar «segon despertar» al renaixement nacional al període de glàsnost —el primer va ser la dels nous letons.
Blanks va tractar de distingir entre el nou corrent (en letó: Jauna Strava) —un moviment ampli i radical socioeconòmic, polític i cultural que va durar des de finals de 1880 fins a la Revolució de 1905, dirigit per Rainis i influït pel marxisme—, enfront del sentit més nacionalista pres el 1903 per Ernests Rolavs i Mikelis Valters; segons Blanks, a la dècada de 1890 «podrien ser eliminats per complet de la història del pensament nacional». Blanks considerava la nacionalista Unió Social Demòcrata Letona (en letó: Sociāldemokratu savienība, de vegades abreujat com SDS) de Rolavs i Valters —un grup socialista crític radical del cosmopolitisme del Partit Socialdemòcrata Obrer Letó (Latvijas Sociāldemokrātiskā Strādnieku Partija, LSDSP)— com el descendent directe de les ideologies dels nous letons. Va ser l'SDS el primer partit a exigir la independència política per a Letònia.
Stradiņš va basar la seva visió sobre el renaixement als anys 1980 al dels espais en blanc, tenint-ne en compte igualment el «Segon despertar», que va inspirar la formació del grup de fusellers letons, les activitats dels immigrants letons a Suïssa, el Comitè per a la Protecció de refugiats letons a Rússia, les batalles per la independència i la Declaració sobre la Restauració de la Independència de la República de Letònia.